# Květnový řád
Květnový řád (španělsky Orden de Mayo al Merito) je státní vyznamenání Argentinské republiky založené roku 1957. Udílen je občanům Argentiny i cizincům za přínos o rozvoj státu, kultury, blahobytu za rozšiřování míru a solidarity.

## Historie a pravidla udílení
V roce 1946 byl prezidentským dekretem Juana Dominga Peróna č. 8506/46 založen Řád za zásluhy. Následně po vojenském puči a Perónově rezignaci se udílení vyznamenání pozastavilo. 17. května 1957 byl vydán dekret č. 16629, který původní záslužný řád obnovil pod názvem Květnový řád. Pojmenován byl na památku Květnové revoluce.
Během let došlo několikrát ke změně vzhledu řádových insignií, což bylo způsobeno politickými změnami v zemi. Výrazně byl v roce 1958 změněn vzhled středového medailonu a upraven byl i počet tříd.
Udílen je občanům Argentiny i cizím státním příslušníkům za přínos k rozvoji země, blahobytu, kultury a k dobrému mezinárodnímu porozumění a solidaritě. Řád je spravován Řádovou radou, jejímiž členy jsou ministr zahraničních věcí Argentiny, ministr obrany Argentiny a předsedá ji velmistr, kterým je úřadující prezident republiky. Ministr zahraničí pak působí jako kancléř.

## Insignie
Řádový odznak má tvar třinácticípé hvězdy s cípy bíle smaltovanými se zlatým lemováním. Tato hvězda je položena na osmicípou hvězdu téměř kulatého tvaru s cípy složenými z různě dlouhých paprsků. Uprostřed bílé hvězdy je kulatý medailon se širokým červeně smaltovaným lemem se zlatým nápisem v horní části AL MERITO a pěticípou hvězdou ve spodní části. Uprostřed medailonu je ženský profil s frygickou čapkou, která symbolizuje republiku. Na zadní straně je ve středovém medailonu barevně smaltovaný státní znak Argentiny.
Řádová hvězda se svým provedením podobá řádovému odznaku.
Stuha je červená s bílými pruhy lemujícími oba okraje.

## Třídy
Řád je udílen v pěti třídách, původně však byl udílen ve třídách čtyřech. Roku 1958 byla přidána pátá třída a zároveň byla zrušena třída řetězu.
- velkokříž – Řádový odznak se nosí na široké stuze spadající z pravého ramene na protilehlý bok. Řádová hvězda se nosí nalevo na hrudi.
- velkodůstojník – Řádový odznak se nosí na stuze nalevo na hrudi. Řádová hvězda se nosí nalevo na hrudi.
- komtur – Řádový odznak se nosí na stuze kolem krku. Řádová hvězda této třídě již nenáleží.
- důstojník – Řádový odznak se nosí na stužce na hrudi.
- rytíř – Řádový odznak se nosí na stužce na hrudi.

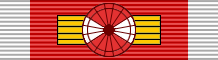
řetěz
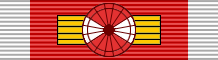
velkokříž
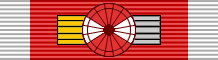
velkodůstojník
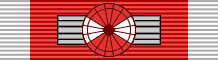
komtur
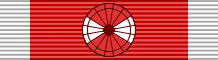
důstojník
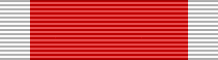
rytíř